# 李理
李理（1971年6月—），江苏睢宁人，男，汉族，中国共产党党员。中华人民共和国政治人物。曾任鄂尔多斯市人民政府市长。现任中共鄂尔多斯市委书记。